# 조 R. 발도나도
조 R. 발도나도(영어: Joe R. Baldonado, 1930년 8월 28일 ~ 1950년 11월 25일)는 미국의 육군으로, 한국 전쟁 중 청천강 전투에서의 공로를 인정 받아 명예 훈장을 추서받았다.

## 생애
조 R. 발도나도는 멕시코에서 이주한 노동자 부모 사이에서 1930년 8월 28일 콜로라도 출생으로 태어났다. 이후 한국 전쟁에 미군 육군으로 참전하게 되었고,  그중 경화기 보병이자 낙하산병으로 입대하였다. 전투 중에 발로라도는 작전 중 사망을 하게 되었고, 이에 사망 후 명예 훈장이 추서되었다. 그의 가족은 부모님 레베카와 하몬, 형제인 리처드, 마누엘, 찰스, 하몬 주니어, 길버트와 남매 지간인 버지니아, 앤디, 조세핀, 오르텐시아 등이 있었다.

## 명예 훈장
발도나도는 1950년 11월 25일 대한민국의 강동 일대에서 기관총병으로 근무하면서 명성을 떨쳤었다. 발도나도의 소대는 171 고지를 점령하고 있었는데, 이를 적진이 공격을 가해 차지하려 했다. 발도나도는 자신의 위치를 노출하는 것을 고수하였고, 적의 마지막 공격 도중 발도나도의 총 근처에 수류탄 한 발이 떨어졌고 폭발하면서 사망하게 되었다.

2014년 3월 18일 백악관에서 열린 세리머니에서 발도나도의 형제인 찰스가 발도나도 대신 버락 오바마로부터 명예 훈장을 수여 받고 있는 모습

이 훈장은 제2차 세계 대전, 한국 전쟁 베트남 전쟁에 참전했던 유대계 미국인이나 히스패닉계 미국인 용사들에게 훈장을 수여해야 한다는 법이 통과되면서 수여됐다.

## 다른 상
발도나도는 명예 훈장 외에도 아래의 상을 받았다.
- 퍼플 하트 훈장
- 국방 종군 기장
- 한국 전쟁 종군 기장
- 전투 보병 기장
- 국제 연합 종군 기장
- 6.25사변 종군 기장

## 같이 보기
- 한국 전쟁 명예훈장 수훈자 목록